# Trifolium (krzywa)

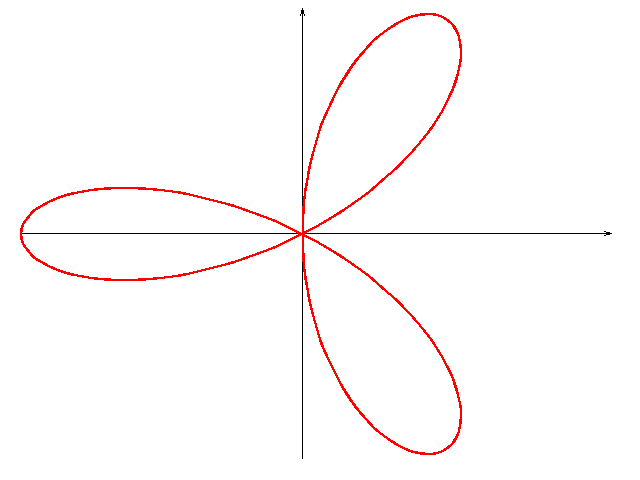
Trifolium

Trifolium – krzywa płaska o równaniu:
- we współrzędnych prostokątnych
{\displaystyle (x^{2}+y^{2})(y^{2}+x(x+a))=4axy^{2},}
- we współrzędnych biegunowych
{\displaystyle r=a\cos(\varphi )\cdot (4\sin ^{2}\varphi -1),}

gdzie {\displaystyle a} – promień.